# Schlappiner Joch
Le Schlappiner Joch, ou col de Schlappin, est un col de montagne à 2 201 ou 2 203 mètres d'altitude, marquant la frontière entre le Vorarlberg (Autriche) et le canton des Grisons (Suisse) et se situant au partage des eaux du Suggadinbach au nord et de la Landquart au sud.

## Géographie

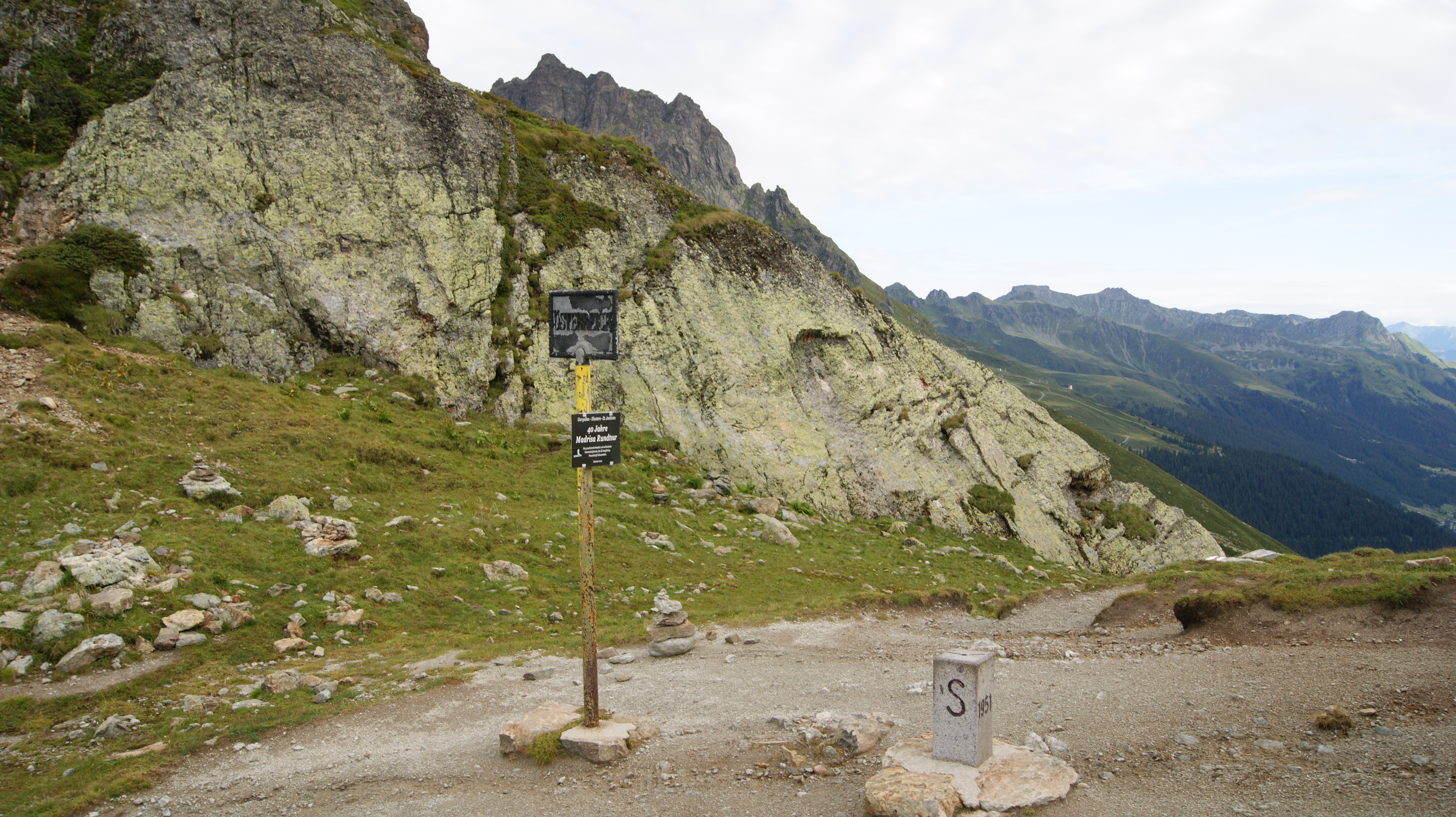
Frontière entre l'Autriche et la Suisse.

Ce col de montagne est situé entre le territoire du village de Gargellen, du côté autrichien, et le hameau d'alpage de Schlappin, du côté suisse, qui domine Klosters. Il se trouve entre les deux sommets de Madrisa (2 826 m) appartenant au massif du Rätikon à l'ouest et de la Rotbühelspitze (2 853 m) appartenant au massif du Silvretta à l'est, montagnes qui font partie des Alpes rhétiques occidentales. La frontière se situe au nord des deux pics qui sont en territoire suisse. Le versant nord de la montagne de Madrisa se situe en Autriche. Il est possible d'atteindre ce col par les télésièges de Madrisa (Madrisabahn) au départ de Klosters Dorf et de redescendre ensuite à pied, ou à ski l'hiver, le long du torrent de Schlappin. Du côté autrichien, il n'y a qu'une piste praticable l'été ou à peaux de phoque l'hiver, car il n'existe pas de transport par câble.

## Histoire
Ce passage est connu depuis l'âge du bronze, comme l'attestent les vestiges d'armes tranchantes de cette époque sur place. La vallée du Prättigau et celle du Montafon appartenaient toutes les deux de 1477 à 1649 à la couronne autrichienne.

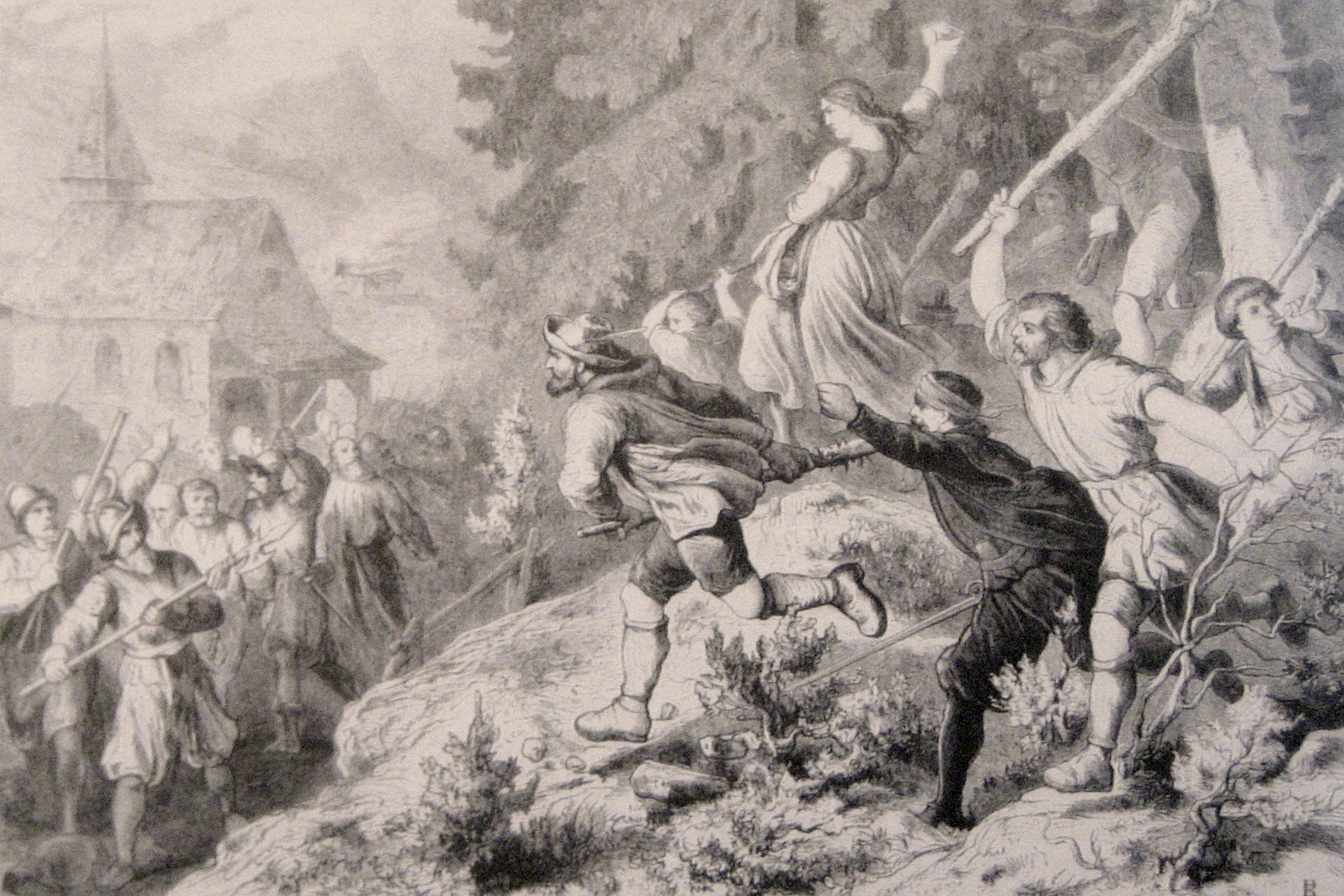
Soulèvement des habitants du Prättigau contre les Autrichiens.

Lorsque la vallée du Prättigau (calviniste) se soulève en 1621, pendant la guerre de Trente Ans, un détachement autrichien commandé par le colonel Brion traverse le col pour mater la révolte, mais le dimanche des Rameaux 1622, ce sont cette fois les habitants du Prättigau qui envahissent le Montafon en vandalisant les villages. La répression autrichienne est brutale. Dix mille hommes traversent le col de Schlappin en septembre suivant, jusqu'à Davos et en Basse-Engadine, réduisant certains villages en cendres. La paix est conclue à Lindau le 30 septembre 1622. Les catholiques d'Engadine retrouvent leurs droits dont ils étaient privés depuis 1526, ceux du Prättigau conservent les leurs.
Pendant les guerres de la Première et de la Deuxième Coalition de 1796 à 1799, les habitants du Montafon qui se mettent sous le commandement du landammann Johann Josef Batlogg (1751-1800), repoussent les Français du Schlappin.
Outre ces faits militaires, le col a joué un grand rôle pendant les XVIIIe et XIXe siècles, car il a été le passage de nombreux artisans venus chercher du travail en provenance d'Engadine, de Lombardie, du lac de Côme, de Milan, jusqu'au lac de Constance, par la route de ce que l'on appelait la Via Valtellina. De plus, le bétail passait par le col régulièrement entre le Prättigau et le Montafon, à la belle saison.